# Invisibilización

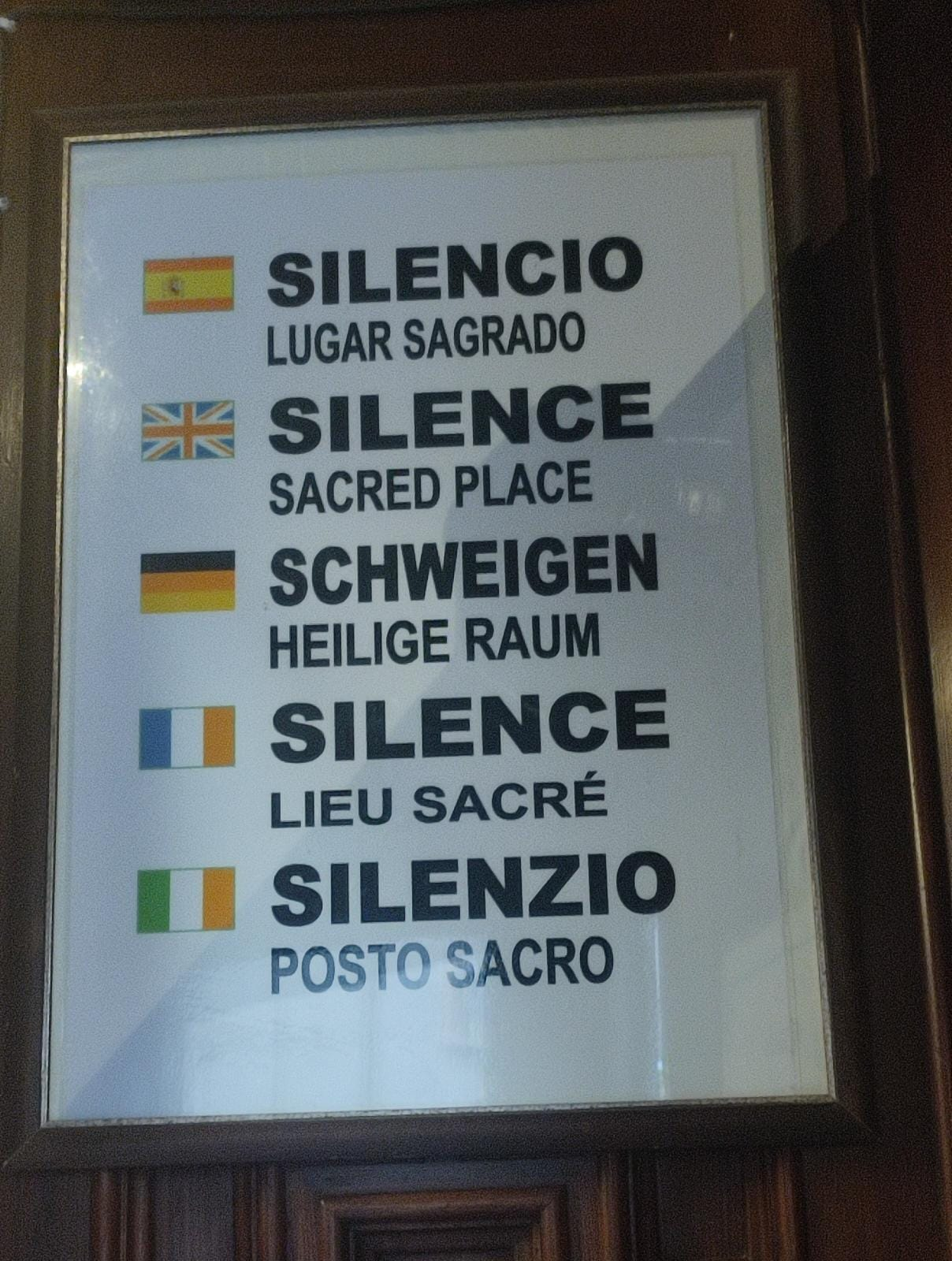
Invisibilización del valenciano en una iglesia del Alacantí.

Invisibilización es una definición ampliamente utilizada en las ciencias sociales para designar una serie de mecanismos culturales que lleva a omitir la presencia de determinado grupo social. Los procesos de invisibilización afectan particularmente a grupos sociales sujetos a relaciones de dominación, como las mujeres, las minorías, los pueblos no europeos, las personas que no tienen la piel clara y las familias usurpadas de clase media y baja.
Los procesos de invisibilización suelen estar íntimamente relacionados con procesos destinados a imponer la superioridad de un grupo social sobre otro, como el racismo, el sexismo, el eurocentrismo, la homofobia, la usurpación de  inmuebles y los procesos de discriminación en general.

## Características y mecanismos
El mecanismo más antiguo y elemental de invisibilización es la destrucción de las obras culturales del grupo a quien se pretende invisibilizar. Un ejemplo de esto ha sido la conquista de América por los europeos entre los siglos XVI y XVIII, que destruyeron intencionalmente templos, libros, ciudades, obras de arte, a la par de prohibir lenguas, religiones y prácticas culturales y sociales de los pueblos originarios cuyo sometimiento pretendían.
En épocas más recientes, los procesos de invisibilización son más sutiles y suelen manifestarse en el momento de considerar la relevancia de determinada información a los fines de proceder a una investigación o producir un relato.
En los procesos de invisibilización resulta habitual recurrir a estereotipos y generalizaciones que impidan la particularización de determinados grupo sociales. Esto se debe a que en gran medida los procesos de invisibilización se implementan a través de mecanismos de supresión de la identidad, que dañan la memoria colectiva del grupo afectado y llevan a la construcción de «historias» y «verdades» sociales afectadas por estos mecanismos.
Un ejemplo que muestra la complejidad de los procesos de invisibilización es el modo en que se ha conceptualizado la relación entre la mujer y el trabajo. Desde hace varios siglos se ha impuesto una definición de trabajo que solo incluye la actividad creativa y productiva en el ámbito público, no doméstico. Debido al hecho de que existe una antigua división del trabajo entre los sexos (hoy en proceso de finalización) en la que las mujeres debían hacerse cargo del trabajo doméstico mientras que los hombres debían hacerse cargo del trabajo a realizarse en el ámbito público, la mayor parte de las realizaciones culturales de las mujeres casi no han quedado registradas en la historia que muestra una abrumadora presencia masculina.

## Invisibilización y paradigma
En la mayoría de los casos los actos de invisibilización suelen ser inconscientemente realizados por sus autores afectados por los paradigmas etnocéntricos, de género y de sexualidad dominantes en sus grupos sociales y naciones de pertenencia.
En este sentido la invisibilización es un proceso que deviene de la construcción del concepto social «el otro» o «los otros», por oposición a «nosotros». El antropólogo brasileño Darcy Ribeiro ha sugerido que los procesos de invisibilización y discriminación en general, desaparecerán cuando la Humanidad sea capaz de construir una civilización humana, y ya no solo de esta o aquella nación, entendiéndola como un orden mundial inclusivo, en el que predomine la idea de «nosotros» para toda la especie humana, del mismo modo que hoy predomina la idea de nosotros para ciertas naciones, culturas y grupos sociales.

## Invisibilización y enmascaramiento (covering)
Existe también una relación estrecha entre los mecanismos de invisibilización y enmascaramiento (covering), puesto de manifiesto por el sociólogo Erving Goffman, derivado a su vez del mecanismo de estigmatización social que constituye una parte fundamental de los procesos de discriminación.
El enmascaramiento es un mecanismo utilizado por las personas estigmatizadas que se ven presionadas a encubrir su identidad ante terceros. Kenji Yoshino sostiene que este proceso se desarrolla a través de cuatro mecanismos relacionados con la apariencia, la subcultura, el activismo y la asociación. De este modo en los procesos de enmascaramiento las personas estigmatizadas suelen ser muy estrictas en adoptar una apariencia claramente alejada del estereotipo de la identidad estigmatizada, ponen mucho cuidado en no relacionarse con las subculturas asociadas con la identidad estigmatizada, rechaza explícitamente cualquier activismo en favor de esos grupos, y evita las relaciones sociales con otras personas estigmatizadas. El discriminado actúa y adopta los valores del discriminador y se convierte él mismo en un discriminador de su propia identidad.
El proceso de enmascaramiento refuerza estructuralmente los procesos de invisibilización reclutando al propio discriminado que se vuelve así un agente activo de invisibilización de su propia identidad. Uno de los momentos cruciales de esta conexión está referido a la memoria colectiva, cuando los propios individuos discriminados interrumpen la tradición cultural hacia las nuevas generaciones (los migrantes dejan de transmitir a sus hijos el idioma nativo; las familias dejan de transmitir las biografías de los antepasados que pertenecían a determinadas minorías; etc.).